# Mediorhynchus otidis
Espèce
Mediorhynchus otidis est une espèce d'acanthocéphales de la famille des Gigantorhynchidae. C'est un parasite digestif d'oiseaux d'Asie centrale.